# African National Congress
African National Congress (forkortet ANC) er et politisk parti i Sydafrika. Det er et socialistisk og venstreorienteret parti, der blev stiftet i 1912 med det formål at kæmpe for frihed og lige rettigheder for sorte og hvide.
Under ANC's ledelse er Sydafrikas befolkning blevet mere velstående, og partiet har med sociale og økonomiske reformer skabt mere lighed i landet, men der er endnu i 2012 stor arbejdsløshed, korruption og manglende vækst. Sydafrika er et af de rigeste lande i Afrika, selvom landet i både 2015 og 2016 har kæmpet med negative vækstrater.
Partiets ungdomsorganisation blev stiftet i 1944 af Nelson Mandela.
ANC eller African National Congress blev oprettet i 1912, hvor det var et lille politisk parti af sorte, der samlede sig i protest imod de nye love, der begrænsede den sorte befolknings rettigheder. De medførte, at den sorte majoritet af befolkningen kun måtte købe jord i deres egne områder, svarende til 13% mens det hvide mindretal måtte købe jord i de øvrige 87%.
Først hed partiet South African Native National Congress, men skiftede navn til African National Congress i 1923. Det var fortsat et meget lille parti, og der var tvivl om partiet skulle samarbejde med kommunistpartiet. I 1940'erne blev der dannet en ungdomsafdeling, og partiet blev derefter mere aktivt og organiserede flere protester, strejker og fredelige demonstrationer.
ANC's mål var at afskaffe apartheid og indføre et demokratisk socialistisk styre med udgangspunkt i menneskets ligeværd. Først ville det genskabe sorte, coloured og asiaters stemmeret. De første mange år var de enige om ikke at bruge vold, men alligevel blev mange medlemmer chikaneret af politiet; de kunne let blive arresteret og fængslet.
I 1948 vandt det konservative Nationalparti (National Party) valget i Sydafrika. Resultatet var, at ANC's medlemstal voksede, og i 1952 nåede det op på 100.000. Det blev stadig oftere diskuteret, om ANC skulle anvendes vold, og nogle af dem, der gik ind for voldelig politisk kamp, gik over til partiet Pan Africanist Congress (PAC). I 1960 arrangerede PAC flere store demonstrationer imod de nye paslove, hvorefter både PAC og ANC blev forbudt.
Derefter besluttede ANC sig for at bruge voldelige midler, og i 1961 dannede partiet den væbnede afdeling Umkhonto we Sizwe (Nationens Spyd) med Nelson Mandela. Deres aktioner blev aldrig særligt effektive, fordi regeringen stillede hårdt op med overvågning og militære indsatsstyrker. Nelson Mandela blev fængslet i 1962 og tilbragte 27 år i fængslet.
I 1990 blev ANC atter lovligt. En mindre del af partiets medlemmer og tilhængere deltog i løbet af 1990'erne i kampe med tilhængere af Inkhata-bevægelsen, som var en anden sort bevægelse, der samarbejdede med nationalpartiet for at fratage ANC indflydelse.
Fra 1990 brugte ANC stort set kun demokratiske metoder. Nelson Mandela forhandlede med den hvide mindretalsregering om overgangen til demokrati med lige rettigheder for alle. Siden valget i 1994 har ANC været et almindeligt demokratisk politisk parti.

## Formænd (præsidenter) for ANC
- 1912 – 1917 John Langalibalele Dube (1871 – 1946)
- 1917 – 1924 Sefako Mapogo Makgatho (1861 – 1951)
- 1924 – 1927 Zacharias Richard Mahabane (1881 – 1970)
- 1927 – 1930 Josiah Tshangana Gumede (1870 – 1947)
- 1930 – 1936 Pixley Ka Isaka Seme (1882 – 1951)
- 1937 – 1940 Zacharias Richard Mahabane (1879- 1946)
- 1940 – 1949 Alfred Bitini Xuma (1890 – 1962)
- 1949 – 1952 J. S. Moroka
- 1952 – 1967 Albert John Luthuli (1898 – 1967)
- 1967 – 1991 Oliver Reginald Tambo (1917 – 1993)
- 1991 – 1997 Nelson Rolihlahla Mandela
- 1997 – 2007 Thabo Mvuyelwa Mbeki
- 2007 – 2017 Jacob Gedleyihlekisa Zuma
- 2017 – i dag Cyril Ramaphosa